# 托特組織
托特組織（德語：Organisation Todt）是1933年至1945年纳粹德国土木工程和军事工程组织，以其创始人纳粹党工程师弗里兹·托特而得名。第二次世界大战期间，该组织负责在纳粹德国以及从法国到苏联的占领区的大量工程项目。因使用强迫劳动而臭名昭著。从1943年到1945年，托特組織负责所有集中营的建设工作，并向工业部门提供强制劳动力。1933年至1938年的战前时期，托特组织的前身——德国公路综合检查员办公室（Generalinspektor für das deutsche Straßenwesen）主要负责德国高速公路网络的建设。该组织能够通过國家勞役團（Reichsarbeitsdienst，RAD）从德国境内吸收“应征入伍”（即强制征召）的劳动力。
1. 1938年至1942年期间，托德组织成立，并在东线战场得到使用。各种军事和准军事项目大幅增加了对劳动力的需求。为了满足劳力需求，有关强制义务的法律得到了一系列扩充，最终要求所有德国人加入听从国家任意调遣的强制劳动（Zwangsarbeit，实际上是无限制的）。[1]。1938年至1940年间，超过175万德国人被征入劳役团。1940年至1942年，托特组织开始依赖客工、平民劳工（英语：Zivilarbeiter）、東方勞工和战俘“志愿工”（Hilfswillige）。
2. 1942年至战争结束时，约有140万劳工为托特组织服务。总体而言，劳工中有1％的被军队拒绝入伍的德国人，1.5％是集中营囚犯，其余的是来自纳粹占领国的战俘和强制劳工。所有人实际上被等同于奴隶，为一个无情的极权主义国家随意又彻底地驱使做工。许多人没能活过战争，很多因劳作而死。[2]